# Town Creek (Alabama)
Town Creek é uma cidade  localizada no estado americano de Alabama, no Condado de Lawrence.

## Demografia
Segundo o censo americano de 2000, a sua população era de 1216 habitantes.
Em 2006, foi estimada uma população de 1204, um decréscimo de 12 (-1.0%).

## Geografia
De acordo com o United States Census Bureau, a localidade tem uma área de 7,0 km², sem área coberta por água. Town Creek localiza-se a aproximadamente 174 m acima do nível do mar.

## Localidades na vizinhança
O diagrama seguinte representa as localidades num raio de 24 km ao redor de Town Creek.